# آلفونس موخا
آلفونس ماریا موخا (انگلیسی: Alphonse Mucha; ۲۴ ژوئیهٔ ۱۸۶۰ – ۱۴ ژوئیهٔ ۱۹۳۹) یک سنگ‌تراش، و نقاش اهل جمهوری چک بود. موخا از معروفترین هنرمندان آرت نوو محسوب می‌شود.

## زندگی
آلفونس موخا، نقاش و سنگ‌تراش اهل چک بود که در سال ۱۸۶۰به دنیا آمد و در سال ۱۹۳۹ پس از بازجویی‌های طولانی گشتاپو و فشارهای روانی سیاسی آن زمان بیمار شد و در بستر بیماری جان سپرد. او نقاش ملی کشور چک به حساب می‌آید و تصویر او بر روی اسکناس‌ها و تمبرهای این کشور دیده می‌شود.

## سبک هنری
عمده آثار نقاشی موخا شامل پوسترهای تبلیغاتی برای سارا برنارد بود. کارهای او برای سارا در سبک هنر نو بود که در آن زمان طرفداران بیشماری داشت و به خاطر قدرت هنری کارهایش، او را به عنوان یکی از بزرگان جنبش هنر نو بشمار می‌آورند. تئاتر سارای کشیش با تصویر سازی آلفونس در تاریخ جاودانه شد، کارهای او از معروف‌ترین کارهای لیتوگرافی در تاریخ است. اما او جدای از این کارها، مجموعه اثری بی نظیر و حیرت‌انگیز با نام حماسه اسلاو دارد، این مجموعه متشکل از ۲۰ اثر دربارهٔ فرهنگ فولکلور اسلاو هاست، او در سال ۱۹۰۹ شروع به مطالعه و بازدید از کاخ‌ها و قلعه‌های روسیه و لهستان و بالکان و از بسیاری از مکان‌های مقدس ارتدوکسی همچون کوه مقدس آتوس در یونان دیدن کرد، او در سال ۱۹۱۰ به قلعه زیبرو بازگشت و کار خود را بر روی این مجموعه آغاز کرد.
موخا در حدود ۱۸ سال بر روی مجموعه حماسه اسلاوها کار کرد، در سال ۱۹۲۱ ۵ اثر از این مجموعه در نیویورک و شیکاگو به نمایش درآمد، این آثار از سال ۲۰۱۲ تا به حال در گالری ملی پراگ به نمایش درآمده و علاقه‌مندان از آن دیدن به عمل می‌آورند. آلفونس موخا در طراحی پوستر نیز تبحر داشت. معمولاً موضوع پوسترها فیگورهایی زنانه بودند که با لطافت و ظرافت خاص اعلای موخا همراه بود. پوسترهای او همراه با تایپوگرافی ابداعی خود تحرک خاصی به کارها می‌دادند.

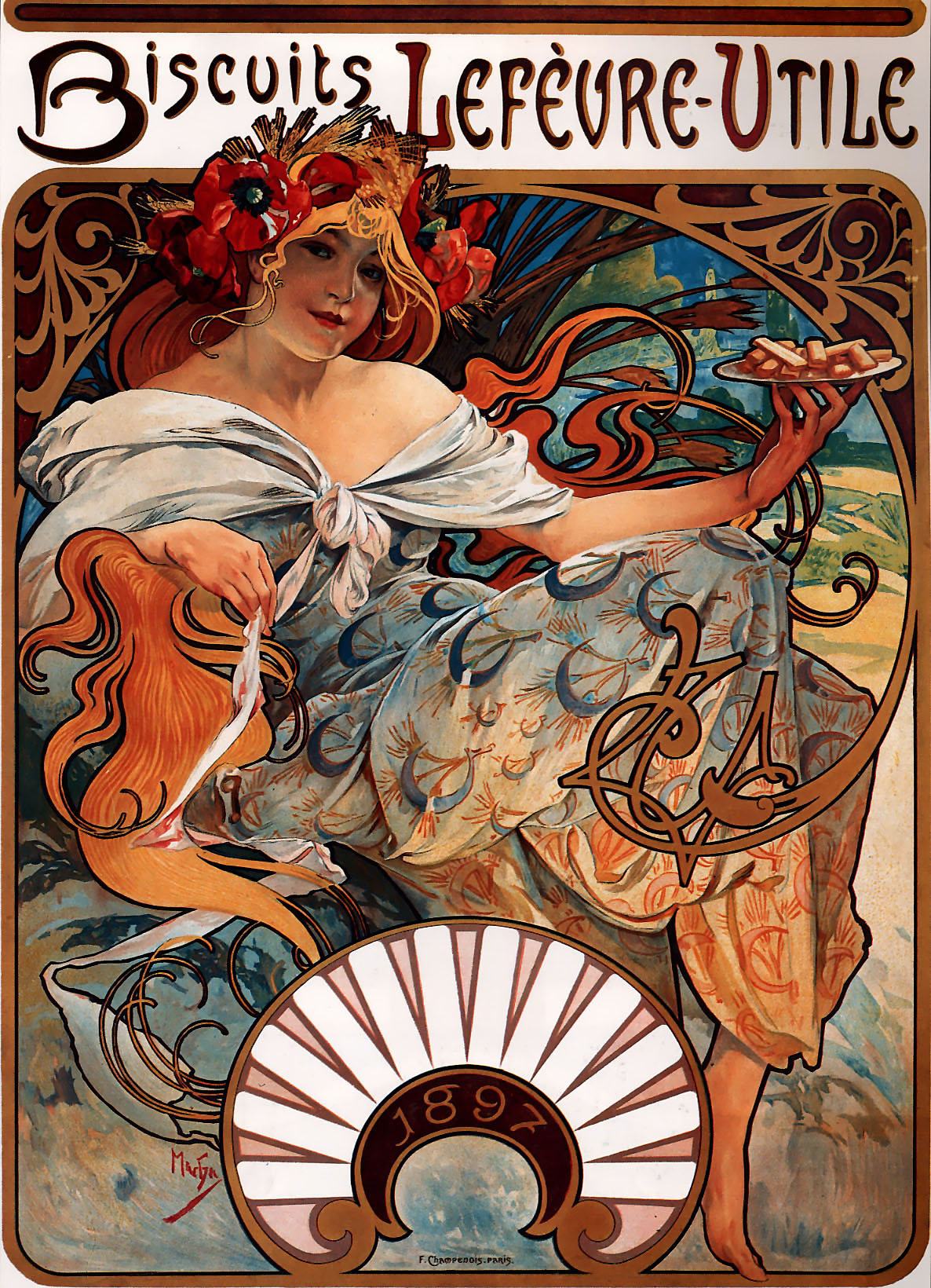
تبلیغی برای یک برند بیسکوییت
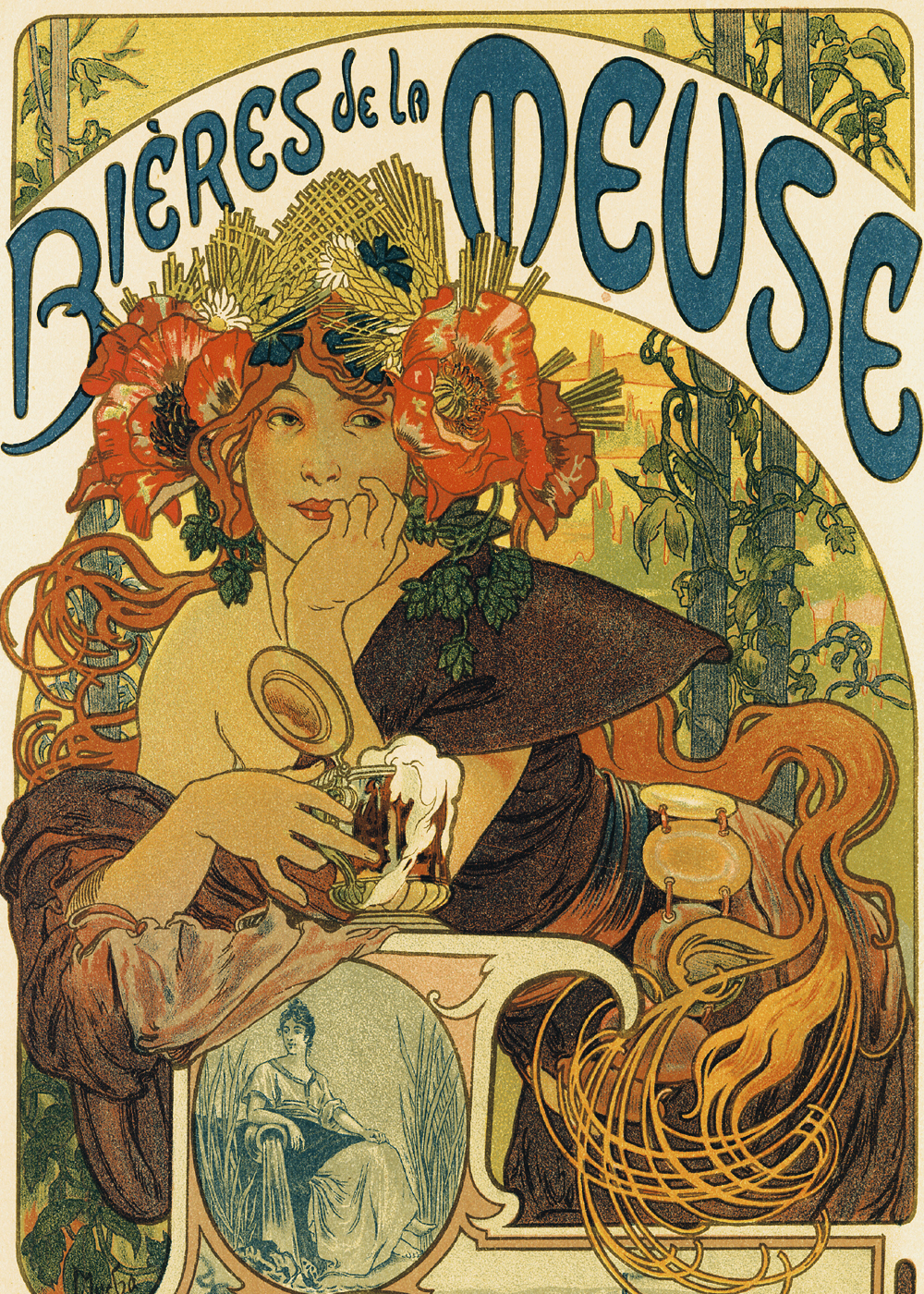
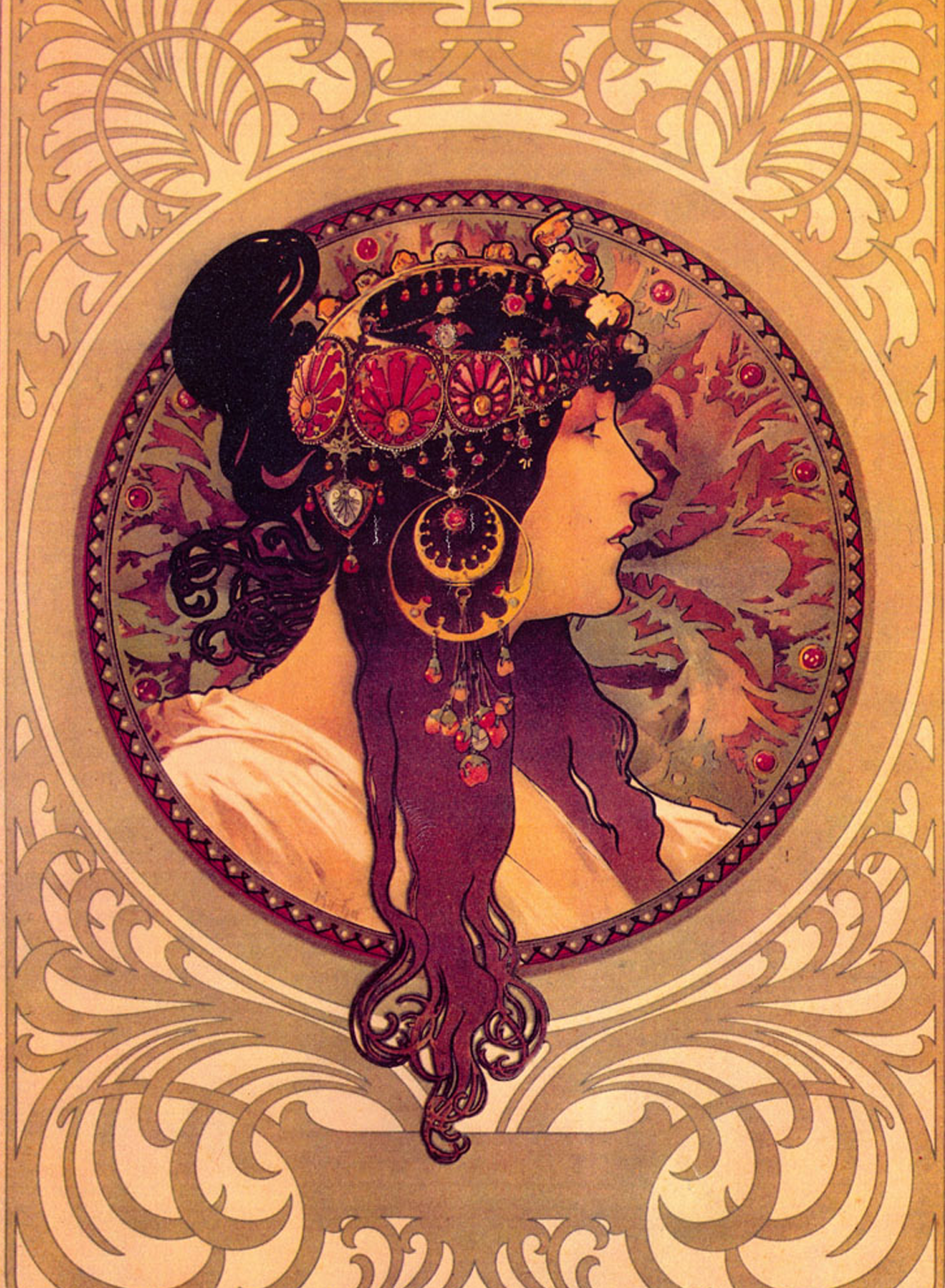
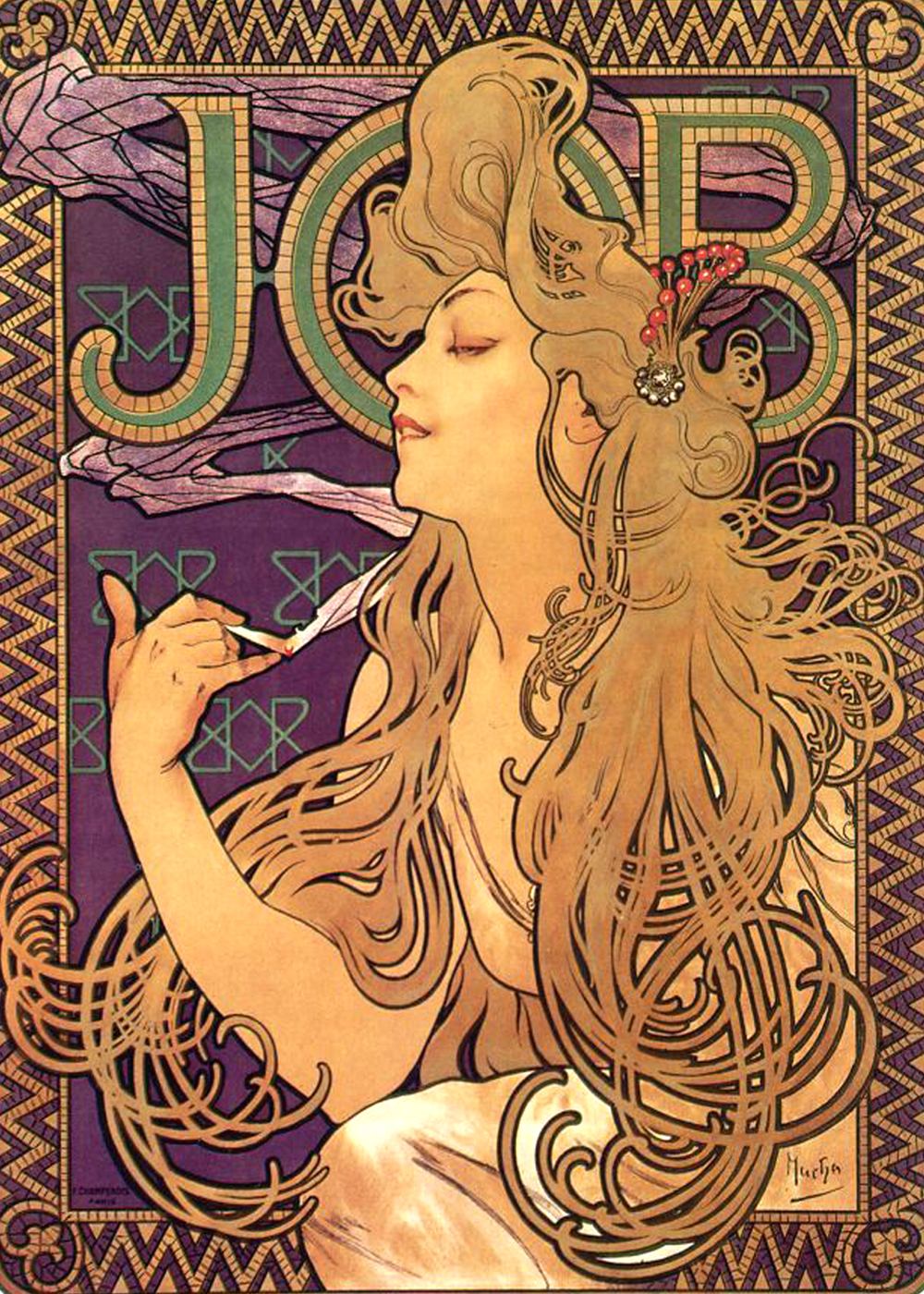
سیگار جاب
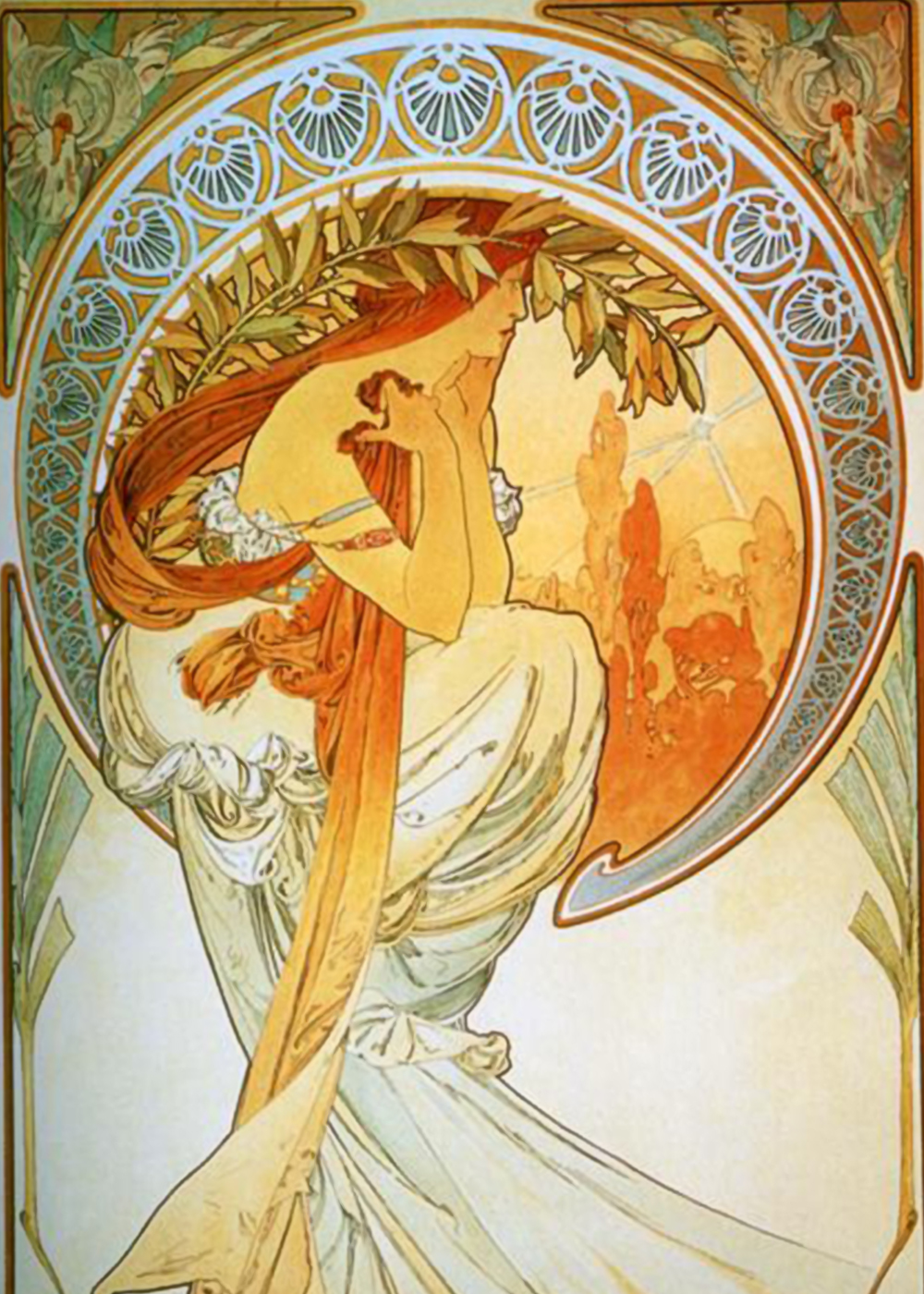
شعر
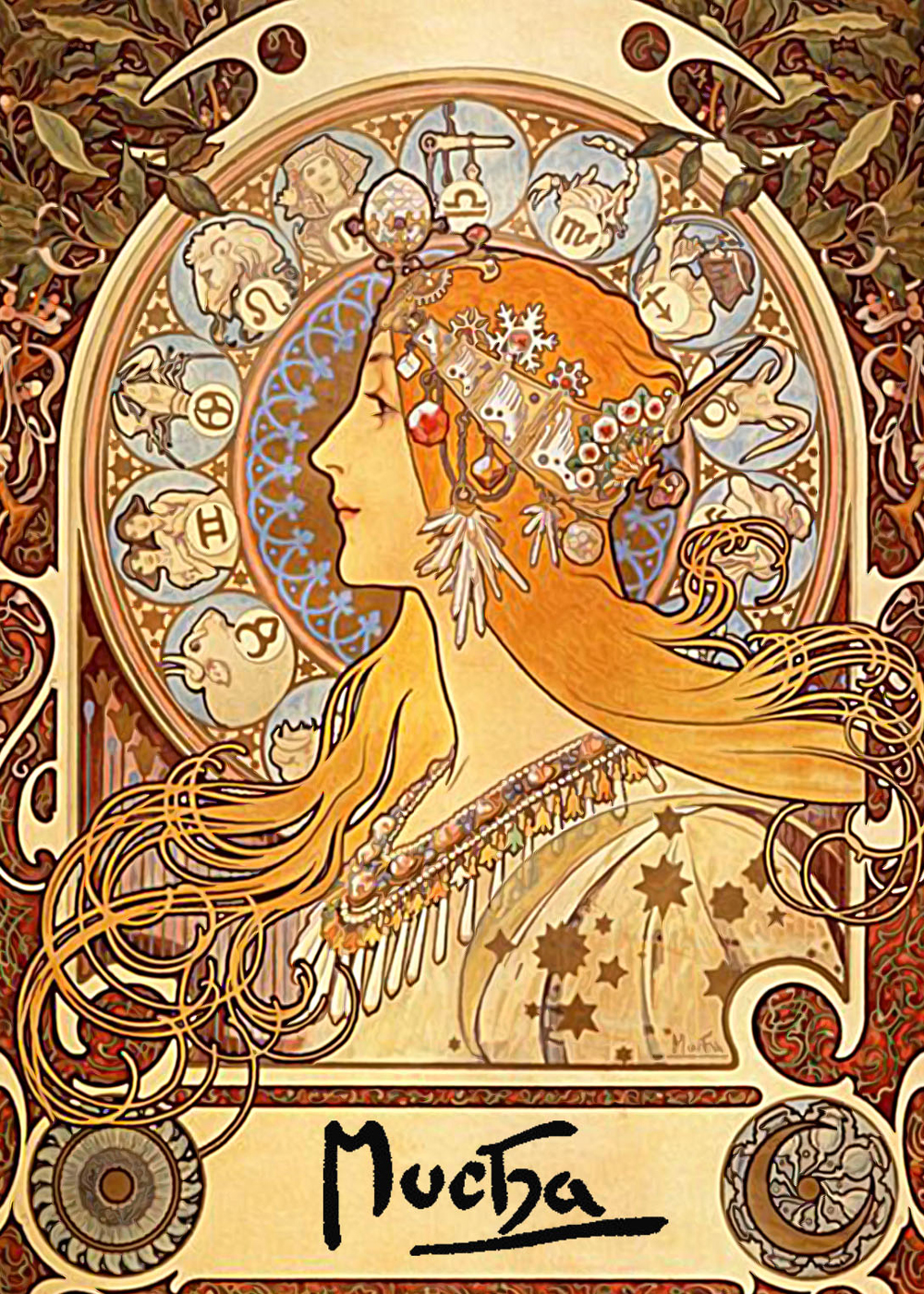
زودیاک
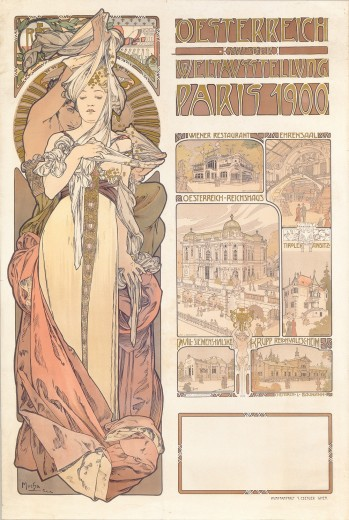
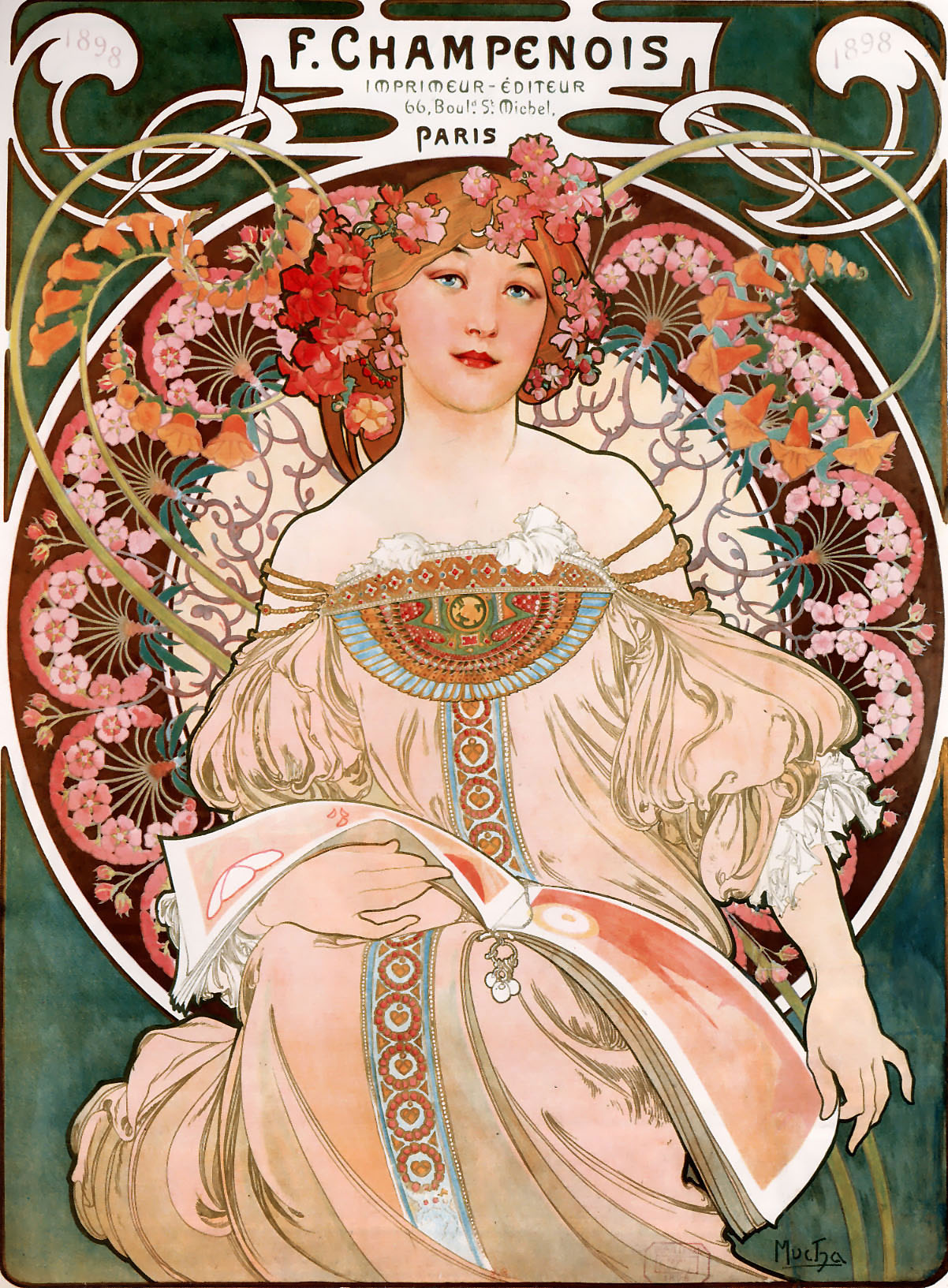
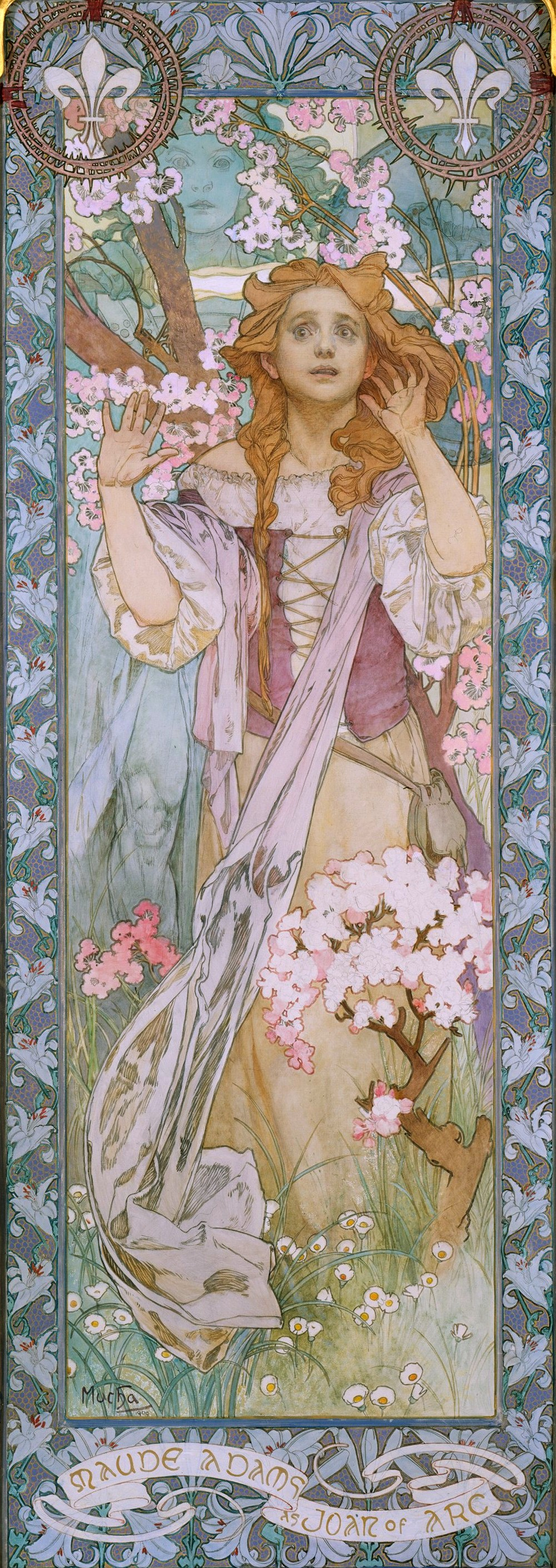
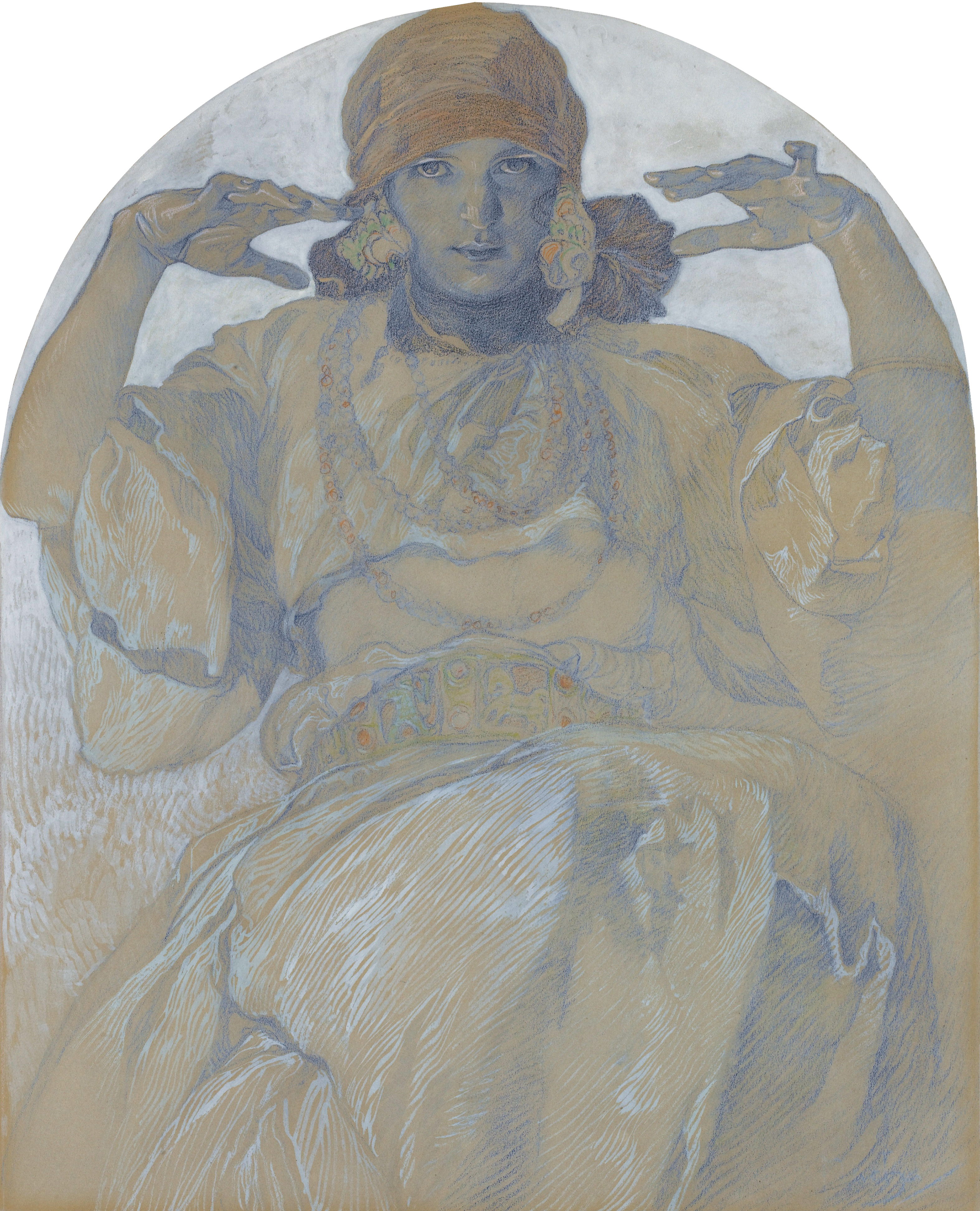
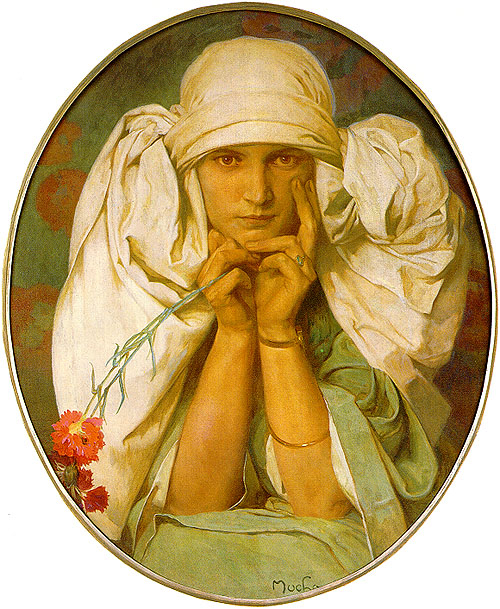